# Otodontidae
Az Otodontidae a porcos halak (Chondrichthyes) osztályának és a heringcápa-alakúak (Lamniformes) rendjének egy fosszilis családja.

## Tudnivalók
Az Otodontidae cápacsalád a késő kréta korszakban jelent meg és a pleisztocén korban halt ki. Ez a kihalt cápacsoport magába foglalja az óriás méretű, ragadozó életmódot folytató cápákat is, mint például az Otodust és a Carcharoclest; ez utóbbiba egyre több őscápaszakértő sorolja be a valaha létezett legnagyobb húsevő cápát, az óriásfogú cápát (C. megalodon). Meglehet, hogy az óriáscápa valamelyik Otodus-fajból fejlődött ki.

## Rendszerezés
A családba az alábbi fosszilis nemek tartoznak (meglehet, hogy a lista hiányos, vagy a közeljövőben változni fog):
- Carcharocles D. S. Jordan & H. Hannibal, 1923
- Cretolamna Glikman 1958 (idesorolása vitatott, meglehet, hogy a Cretoxyrhinidae családba tartozik)
- Dwardius Siverson, 1999
- Megaselachus
- Otodus Agassiz, 1843 - típusnem
- Palaeocarcharodon Casieer, 1960 (idesorolása vitatott, meglehet, hogy a Cretoxyrhinidae családba tartozik)
- Parotodus Cappetta, 1980

### Fordítás
- Ez a szócikk részben vagy egészben  az   Otodontidae című angol Wikipédia-szócikk ezen változatának fordításán alapul.  Az eredeti cikk szerkesztőit annak laptörténete sorolja fel. Ez a jelzés csupán a megfogalmazás eredetét és a szerzői jogokat jelzi, nem szolgál a cikkben szereplő információk forrásmegjelöléseként.